# Palladianism

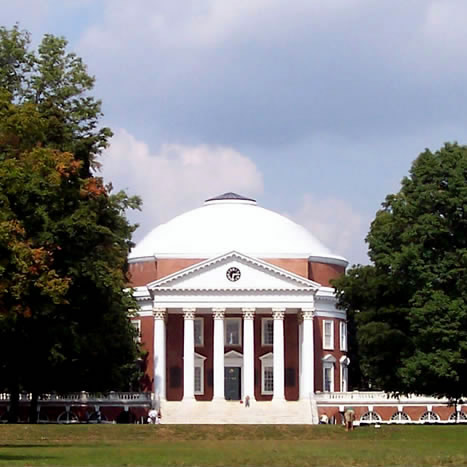
Rotunda vid University of Virginia i USA.

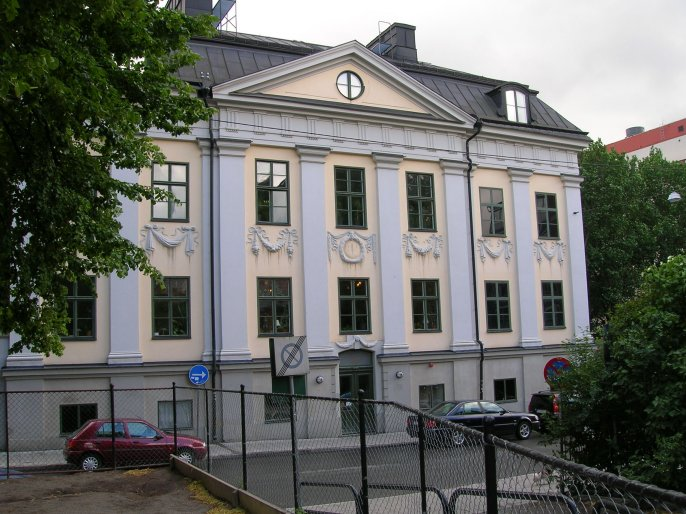
Reenstiernska palatset i Stockholm.

Palladianism eller palladiansk arkitektur är en arkitekturstil efter den italienske arkitekten Andrea Palladios (1508-1580) formspråk, men som vanligen härstammar från perioden 1600-1700. Palladianismen var populär i Storbritannien i mitten av 1600-talet, i slutet av 1700-talet och därefter i USA (framför allt i och med Thomas Jefferson).  

## Bakgrund
Palladio publicerade I Quattro Libri dell'Architettura 1570 (på svenska 1928 med titeln Fyra böcker om arkitekturen) som kom att inspirera arkitekter över hela Europa och locka dem till Italien för att studera hans arbeten. Hans arkitektoniska ideal anpassades till olika klimat, topografi och olika beställares smak. Palladianismen var inflytelserik i England, där pionjären under det tidiga 1600-talet var Inigo Jones, och i Nederländerna under "guldåldern", med Jacob van Campen som främsta exempel. Ett senare exempel är amatörarkitekten lord Burlingtons Chiswick House (1725-1729), som i hög grad efterliknar Palladios Villa Rotonda. Vita huset är ett annat välkänt exempel på palladiansk arkitektur.
I slutet av 1700-talet hade influenserna från Palladio uppblandats med andra klassiska källor, i första hand grekisk arkitektur och verk av arkitekter som Robert Adam och Sir William Chambers brukar därför istället kallas för nyklassiska. 
Ibland kan "palladiansk" lite slarvigt avse återupptagna klassiska motiv i arkitekturen i allmänhet.

## Palladios arkitektur

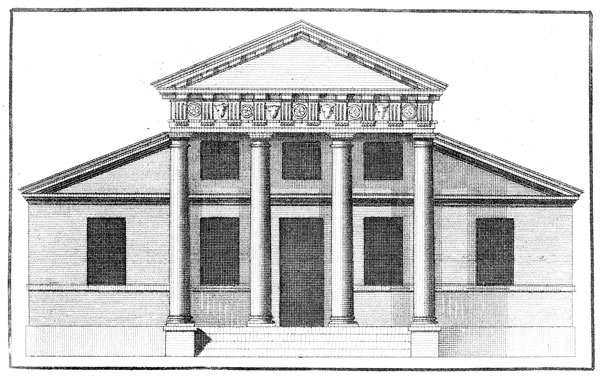
En villa med en fristående portik, ur den fjärde volymen av Palladios I Quattro Libri dell'Architettura, från en engelsk lågprisupplaga publicerad i London 1736.

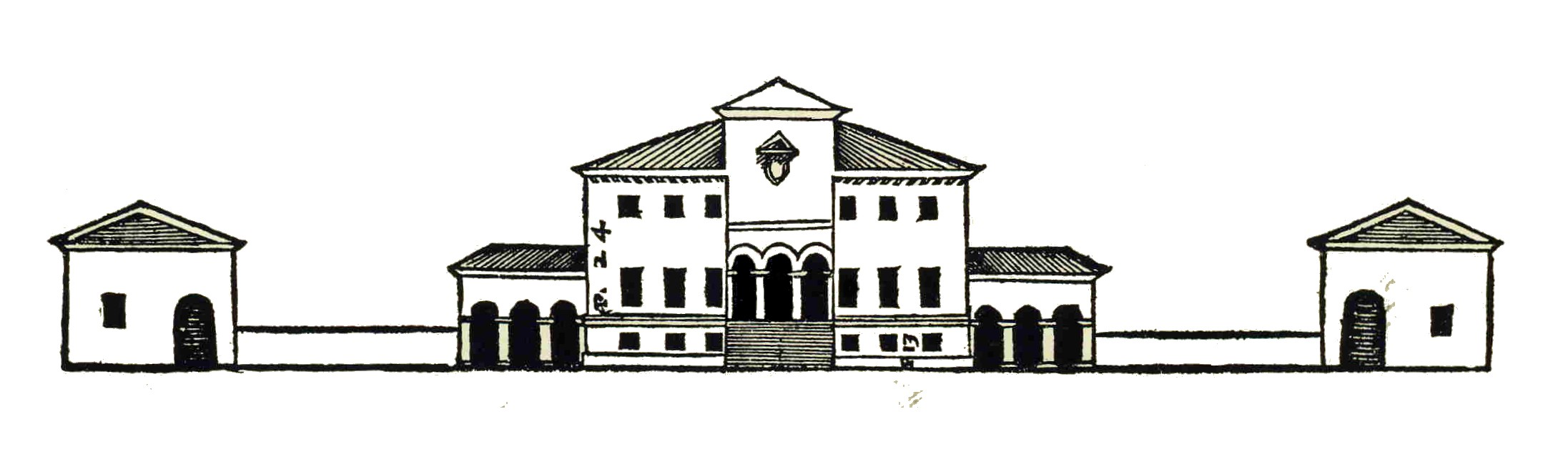
Verklig palladianism i Villa Godi av Palladio från Quatro Libri dell'Architettura. Flyglarna är nyttobyggnader och inte en del av bostaden.

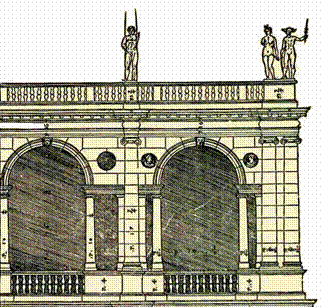
Det palladianska motivet. Detalj från en ritning i Quatro Libri dell'Architettura.

De få byggnader av Palladio som uppförts finns alla i Italien. Byggnader som Villa Capra, Villa Badoer, de många kyrkorna i Veneto och även Palladios avhandlingar om arkitektur följer alla den romerske arkitekten Vitruvius' traktat förmedlade genom Leone Battista Alberti (1404-1472). Alberti såg den klassiska romerska arkitekturens principer som motsatta renässansens rika ornamentik.
Palladio formgav alltid sina villor med utgångspunkt från deras omgivning. Om byggnaden uppfördes på en kulle utformades alla fasader likvärdigt för att ge vackra panorama i alla riktningar. Villornas portiker, det vill säga öppna, kolonnprydda förhallar, användes som verandor – samtidigt som landskapet öppnade sig framför betraktaren medgav de skydd mot den starka solen. Ett alternativ till portikerna som Palladio ibland använde sig av var loggian som enklast beskrivs som en indragen portik eller ett rum med genombrutna väggar. Ibland kunde en loggia utgöra ett huvudmotiv i gestaltningen genom att förses med ett tempelmotiv eller genom att en loggia placerades ovanför en annan och bildade en s.k. dubbelloggia. I Villa Godi (se illustration här intill) utgör en loggia huvudmotivet samtidigt som två loggior flankerar huvudbyggnaden.
Palladio utgick ofta från romerska tempel i sina fasader. Tempelmotivet tillsammans med en korsformad plan blev senare ett kännetecken för hans arkitektur. Den palladianska villan hade i allmänhet tre våningar: en rusticerad våning i markplan eller som källarvåning med mindre rum och utrymmen för tjänstefolket; ovanför denna fanns piano nobile, paradvåningen, som nåddes genom externa trappor och innehöll representationsutrymmen och de viktigaste sovrummen; högst upp fanns en mezzaninvåning med ytterligare sovrum och andra utrymmen. Alla rummen i villan fick sina proportioner till intilliggande rum genom enkla matematiska relationer som 3:4 eller 4:5. Samma enkla proportioner hade använts av tidigare arkitekter i enskilda fasader, men Palladio utgick från den vanligen kvadratiska helheten.
Palladio tog stor hänsyn till villornas dubbla syfte. De skulle fungera både som mangårdsbyggnader och som palats för den rika handelsklassens lantliga utflykter. Anpassade till de tempelliknande huvudbyggnadernas symmetri finns ofta låga flyglar, nyttobyggnader för hästar, boskap och magasin. Dessa pendanger, som ibland var fristående från huvudbyggnaden men förbands med den genom pelargångar, hade inte bara en praktisk funktion utan utgjorde ofta estetiska tillägg som accentuerade villan. Palladios efterföljare har varit hans ideal trogna vad gäller hans villor men har ofta hittat egna variationer på dessa flygelsystem.
Det så kallade palladianska motivet är en bågförsedd öppning flankerad av två rektangulära öppningar. Motivet härstammar från triumfbågarna i antikens Rom och som utmärkte Palladios tidiga projekt. Det omnämns av Sebastiano Serlio (1475-1554) i hans Tutte l'opere d'archittetura et prospetiva som ett uttryck för Vitruvius' och den romerska arkitekturens ideal. Palladio använde sig flitigt av detta arrangemang i arkaderna i Palazzo della Ragione i Vicenza; i Villa Godi; och i Villa Forni-Cerato. Detta motiv är ett av palladianismens främsta kännetecken.